# Lista de filmes portugueses de 1959
Lista de filmes portugueses de longa-metragem lançados comercialmente em Portugal em 1959, nas salas de cinema.
Notas: Na secção coprodução, passando o cursor sobre a bandeira aparecerá o nome do país correspondente.
| # | Filme                 | Realização            | Género         | Estreia         | Coprodução |
| - | --------------------- | --------------------- | -------------- | --------------- | ---------- |
| 1 | A Costureirinha da Sé | Manuel Guimarães      | Comédia, drama | 27 de fevereiro | —          |
| 2 | A Luz Vem do Alto     | Henrique Campos       | Drama          | 3 de maio       | —          |
| 3 | O Primo Basílio       | António Lopes Ribeiro | Drama          | 1 de dezembro   | —          |
| 4 | Rapsódia Portuguesa   | João Mendes           | Documentário   | 30 de março     | —          |